# Stenocoptus brevicauda
Stenocoptus brevicauda là một loài bọ cánh cứng trong họ Cerambycidae.